# Lijst van zwemrecords 4×50 meter wisselslag vrouwen
Dit is een overzicht van de verschillende zwemrecords op de 4×50 meter wisselslag bij de vrouwen op de kortebaan (25 meter).

## Kortebaan (25 meter)

### Ontwikkeling wereldrecord
| Nr. | Naam                                                                       | Land             | Tijd    | Datum            | Plaats       |
| --- | -------------------------------------------------------------------------- | ---------------- | ------- | ---------------- | ------------ |
|     | Ranomi Kromowidjojo, Moniek Nijhuis, Hinkelien Schreuder, Inge Dekker      | Nederland        | 1.42,69 | 12 december 2009 | Istanboel    |
|     | Ranomi Kromowidjojo, Moniek Nijhuis, Hinkelien Schreuder, Marleen Veldhuis | Nederland        | 1.45,73 | 13 december 2008 | Rijeka       |
|     | Emily Seebohm, Leisel Jones, Felicity Galvez, Libby Trickett               | Australië        | 1.45,73 | 27 april 2008    | Canberra     |
|     | Janine Pietsch, Janne Schäfer, Annika Mehlhorn, Britta Steffen             | Duitsland        | 1.46,67 | 15 december 2007 | Debrecen     |
|     | Hinkelien Schreuder, Moniek Nijhuis, Inge Dekker, Marleen Veldhuis         | Nederland        | 1.47,44 | 10 december 2005 | Triëst       |
|     | Hinkelien Schreuder, Moniek Nijhuis, Inge Dekker, Marleen Veldhuis         | Nederland        | 1.48,21 | 11 december 2004 | Wenen        |
|     | Therese Alshammar, Emma Igelström, Anna-Karin Kammerling, Johanna Sjöberg  | Zweden           | 1.48,31 | 16 december 2000 | Valencia     |
|     | Haley Cope, Staciana Stitts, Waen Minpraphal, Joscelin Yeo                 | Verenigde Staten | 1.49,23 | 17 maart 2000    | Indianapolis |
|     | Therese Alshammar, Emma Igelström, Johanna Sjöberg, Anna-Karin Kammerling  | Zweden           | 1.49,47 | 12 december 1999 | Lissabon     |
|     | Sandra Völker, Sylvia Gerasch, Franziska van Almsick, Katrin Meißner       | Duitsland        | 1.50,13 | 13 december 1998 | Sheffield    |

### OntwikkelingEuropeesrecord
| Nr. | Naam                                                                       | Land      | Tijd    | Datum            | Plaats        |
| --- | -------------------------------------------------------------------------- | --------- | ------- | ---------------- | ------------- |
|     | Ranomi Kromowidjojo, Moniek Nijhuis, Hinkelien Schreuder, Inge Dekker      | Nederland | 1.42,69 | 12 december 2009 | Istanboel     |
|     | Ranomi Kromowidjojo, Moniek Nijhuis, Hinkelien Schreuder, Marleen Veldhuis | Nederland | 1.45,73 | 13 december 2008 | Rijeka        |
|     | Janine Pietsch, Janne Schäfer, Annika Mehlhorn, Britta Steffen             | Duitsland | 1.46,67 | 15 december 2007 | Debrecen      |
|     | Hinkelien Schreuder, Moniek Nijhuis, Inge Dekker, Marleen Veldhuis         | Nederland | 1.47,44 | 10 december 2005 | Triëst        |
|     | Hinkelien Schreuder, Moniek Nijhuis, Inge Dekker, Marleen Veldhuis         | Nederland | 1.48,21 | 11 december 2004 | Wenen         |
|     | Therese Alshammar, Emma Igelström, Anna-Karin Kammerling, Johanna Sjöberg  | Zweden    | 1.48,31 | 16 december 2000 | Valencia      |
|     | Therese Alshammar, Emma Igelström, Johanna Sjöberg, Anna-Karin Kammerling  | Zweden    | 1.49,47 | 12 december 1999 | Lissabon      |
|     | Sandra Völker, Sylvia Gerasch, Franziska van Almsick, Katrin Meißner       | Duitsland | 1.50,13 | 13 december 1998 | Sheffield     |
|     | Antje Buschschulte, Sylvia Gerasch, Julia Voitowitsch, Sandra Völker       | Duitsland | 1.51,79 | 15 december 1996 | Rostock       |
|     | Sandra Völker, Peggy Hartung, Bettina Ustrowski, Franziska van Almsick     | Duitsland | 1.52,44 | 21 november 1992 | Espoo         |
|     | Sandra Völker, Sylvia Gerasch, Christiane Sievert, Daniela Hunger          | Duitsland | 1.53,13 | 7 december 1991  | Gelsenkirchen |

### OntwikkelingNederlandsrecord
| Nr. | Naam                                                                       | Club | Tijd    | Datum            | Plaats    |
| --- | -------------------------------------------------------------------------- | ---- | ------- | ---------------- | --------- |
|     | Ranomi Kromowidjojo, Moniek Nijhuis, Hinkelien Schreuder, Inge Dekker      | KNZB | 1.42,69 | 12 december 2009 | Istanboel |
|     | Ranomi Kromowidjojo, Moniek Nijhuis, Hinkelien Schreuder, Marleen Veldhuis | KNZB | 1.45,73 | 13 december 2008 | Rijeka    |
|     | Hinkelien Schreuder, Moniek Nijhuis, Inge Dekker, Marleen Veldhuis         | KNZB | 1.47,44 | 10 december 2005 | Triëst    |
|     | Hinkelien Schreuder, Moniek Nijhuis, Inge Dekker, Marleen Veldhuis         | KNZB | 1.48,21 | 11 december 2004 | Wenen     |
|     | Hinkelien Schreuder, Moniek Nijhuis, Chantal Groot, Marleen Veldhuis       | KNZB | 1.49,10 | 13 december 2003 | Dublin    |
|     | Suze Valen, Madelon Baans, Inge de Bruijn, Annabel Kosten                  | KNZB | 1.50,00 | 15 december 2001 | Antwerpen |
|     | Brenda Starink, Madelon Baans, Inge de Bruijn, Angela Postma               | KNZB | 1.51,01 | 13 december 1998 | Sheffield |
|     | Nienke Valen, Madelon Baans, Inge de Bruijn, Angela Postma                 | KNZB | 1.52,08 | 13 december 1998 | Sheffield |
|     | Suze Valen, Madelon Baans, Wilma van Hofwegen, Angela Postma               | KNZB | 1.52,80 | 15 december 1996 | Rostock   |
|     | Suze Valen, Madelon Baans, Wilma van Hofwegen, Angela Postma               | KNZB | 1.53,00 | 15 december 1996 | Rostock   |